# 成虎
成虎（？—前530年），羋姓，成氏，名虎，春秋时期楚国的大夫，成得臣的孙子。《春秋经》作成熊，《左传》、《谷梁传》作成虎，《公羊传》作成然。
前530年（鲁昭公十二年、楚灵王十一年），有人向楚灵王诬陷成虎，成虎得知，但没有出走。楚灵王认为成虎是若敖氏的余党，就将他杀死。《春秋》记载说“楚杀其大夫成熊”。